# 국도 제12호선
국도 제12호선 (군산 ~ 김제선, 國道第十二號 群山金堤線)은 전북특별자치도 군산시 옥도면 관리도부터 김제시 진봉면 새만금 나들목까지를 잇는 대한민국의 일반 국도이다. 신시도에서 신시교차로 구간은 국도 제77호선과 중복되며 새만금 방조제에서 김제시 진봉면 심포리까지 구간은 새만금 동서도로로 불린다.

## 연혁
- 2020년 11월 13일: '군산 ~ 김제선'으로 국도 제12호선을 새로 신설함.[1]
- 2021년 2월 26일 : 새만금 동서도로(김제시 진봉면 심포리) 20.3km 구간 신설 개통[2]

## 주요 경유지
전북특별자치도
- 군산시 옥도면 - 김제시 진봉면

## 노선
전 구간 전북특별자치도에 속한다.
| 이름                      | 접속 노선                      | 소재지 | 소재지 | 비고                        |
| ------------------------- | ------------------------------ | ------ | ------ | --------------------------- |
| 관리도                    |                                | 군산시 | 옥도면 | 기점                        |
| (교량 이름 미상)          |                                | 군산시 | 옥도면 | 미개통 관리도 ~ 장자도 연결 |
| 장자 교차로               | 장자도1길                      | 군산시 | 옥도면 |                             |
| 장자교                    |                                | 군산시 | 옥도면 |                             |
| 선유터널                  |                                | 군산시 | 옥도면 | 연장 117m                   |
| 선유2 교차로              | 선유북길                       | 군산시 | 옥도면 |                             |
| 선유1 교차로              | 선유남길                       | 군산시 | 옥도면 |                             |
| 선유교                    |                                | 군산시 | 옥도면 |                             |
| 무녀3 교차로              | 무녀도길 무녀도1길             | 군산시 | 옥도면 |                             |
| 무녀2 교차로              | 무녀도4길                      | 군산시 | 옥도면 |                             |
| 무녀1 교차로              | 무녀도동길                     | 군산시 | 옥도면 |                             |
| 무녀교 고군산대교 신시교  |                                | 군산시 | 옥도면 |                             |
| 신시초교삼거리            | 신시도1길                      | 군산시 | 옥도면 |                             |
| 신시3삼거리               | 신시도길                       | 군산시 | 옥도면 |                             |
| 신시2사거리               |                                | 군산시 | 옥도면 |                             |
| 신시해안교                |                                | 군산시 | 옥도면 |                             |
| 신시도항삼거리            |                                | 군산시 | 옥도면 |                             |
| 신시1사거리               | 국도 제77호선 (새만금로)       | 군산시 | 옥도면 | 국도 제77호선과 중복        |
| 신시대교                  |                                | 군산시 | 옥도면 | 국도 제77호선과 중복        |
| 신시 교차로               | 국도 제77호선 (새만금로)       | 김제시 | 진봉면 | 국도 제77호선과 중복        |
| 동서1교                   |                                | 김제시 | 진봉면 |                             |
| 동서2교 동서3교           |                                | 김제시 | 미정   |                             |
| 남북6 교차로              | 국도 제4호선 (새만금 남북도로) | 김제시 | 미정   |                             |
| 동서4교 교차로 (동서4교)  |                                | 김제시 | 광활면 |                             |
| 새만금 나들목             | 심포5길 심포6길                | 김제시 | 진봉면 | 종점                        |
| 새만금포항고속도로와 직결 |                                |        |        |                             |

## 도로명
전북특별자치도
- 군산시 옥도면 장자교차로 ~ 신시1사거리 : 고군산로
- 군산시 옥도면 신시1사거리 ~ 김제시 진봉면 신시교차로 : 새만금로(새만금 방조제)
- 김제시 진봉면 신시교차로 ~ 새만금 나들목: (새만금 동서도로)[출처 필요]